# Anisia Uzeyman
Anisia Uzeyman (Anisziya Uwizeyimana sinh tháng 2 năm 1975 Gihindamuyaga Mbazi, Rwanda) là một nữ diễn viên  và nhà viết kịch người Rwanda.

## Đóng phim
| Năm  | Phim ảnh        | Diễn viên  | nhà văn    | Giám đốc   | Nhà sản xuất | Ghi chú     |
| ---- | --------------- | ---------- | ---------- | ---------- | ------------ | ----------- |
| 2016 | Ayiti Mon Amour | Green tick | Red X      | Red X      | Green tick   | Phim truyện |
| 2016 | Giấc mơ         | Green tick | Green tick | Green tick | Green tick   | Phim truyện |
| 2012 | Âu Châu         | Green tick | Red X      | Red X      | Red X        | Phim truyện |
| 2002 | Cái tổ          | Green tick | Red X      | Red X      | Red X        | Phim truyện |